# Haworthia floribunda
Haworthia floribunda ist eine Pflanzenart der Gattung Haworthia in der Unterfamilie der Affodillgewächse (Asphodeloideae).

## Beschreibung
Haworthia floribunda wächst stammlos und sprosst langsam. Die ausgebreiteten, eiförmig-lanzettlichen, verdrehten Laubblätter bilden eine Rosette mit einem Durchmesser von bis zu 3 Zentimetern. Die dunkelgrüne Blattspreite ist undurchsichtig. Die Blattspitze ist abgeflacht und gerundet. Die Blattränder sind rau bis gezähnt.
Der Blütenstand erreicht eine Länge von bis zu 25 Zentimeter und besteht aus zehn bis 15 Blüten. Von den grünlich weißen Blüten sind nur wenige gleichzeitig geöffnet.

## Systematik und Verbreitung
Haworthia floribunda ist in der südafrikanischen Provinz Westkap verbreitet.
Die Erstbeschreibung durch Karl von Poellnitz wurde 1936 veröffentlicht. Ein nomenklatorisches Synonym ist Haworthia chloracantha var. floribunda (Poelln.) Halda (1997).
Es werden folgende Varietäten unterschieden:
- Haworthia floribunda var. floribunda
- Haworthia floribunda var. dentata M.B.Bayer
- Haworthia floribunda var. major M.B.Bayer

## Nachweise